# Kees van Nieuwenhuizen
Kees van Nieuwenhuizen (* 21. April 1884 in Den Haag; † 12. Oktober 1981) war ein niederländischer Fußballspieler.

## Verein
Mindestens von 1908 bis 1910 stand van Nieuwenhuizen im Kader Sparta Rotterdams. Während seiner Vereinszugehörigkeit gewann seine Mannschaft 1910 die Landesmeisterschaft.

## Nationalmannschaft
Der Abwehrspieler bestritt 1909 zwei Länderspiele über die volle Spielzeit für die niederländische Fußballnationalmannschaft. Ein Tor erzielte er nicht. Gegner waren am 21. März 1909 die Nationalelf Belgiens und am 11. Dezember jenes Jahres die Engländer.

## Erfolge
- 1× Niederländischer Meister (1910)